# Szymon Pawłowski
Szymon Pawłowski (Połczyn-Zdrój, 4 novembre 1986) è un calciatore polacco, centrocampista del Pomorzanin Sławoborze.

## Carriera

### Club
Ha trascorso gran parte della sua carriera nello Zagłębie Lubin, prima di passare nel 2013 al Lech Poznań.

### Nazionale
Ha esordito con la nazionale maggiore polacca nel dicembre 2007 contro la Bosnia, mentre la prima rete è arrivata il 14 dicembre 2012 contro la Macedonia.

## Palmarès

### Club

#### Competizioni nazionali
- Campionato polacco: 2

Zagłębie Lubin: 2006-2007
Lech Poznań: 2014-2015
- Supercoppa di Polonia: 2

Lech Poznań: 2015, 2016